# Blunt Mechanic
Blunt Mechanic ist eine US-amerikanische Indie-Rock-Band aus Seattle.

## Geschichte
Die Band wurde 2010 von Ben Barnett gegründet, der davor gemeinsam mit Death-Cab-for-Cutie-Sänger Ben Gibbard in der Band Kind of Like Spitting spielte. Das Kollektiv aus mehreren Bands formte letztendlich Blunt Mechanic.
Am 30. April 2010 wurde das Debütalbum World Record in Deutschland, Österreich und der Schweiz durch das Hamburger Label Grand Hotel van Cleef veröffentlicht. Anfang Juli folgte die erste Single So Hard (Living Without You), die lediglich digital veröffentlicht wurde.

## Diskografie
Alben
- World Record (30. April 2010, GHvC)

Singles
- So Hard (Living Without You) (9. Juli 2010, GHvC)